# Johann Kaspar Haferung
Johann Kaspar Haferung (auch: Johann Caspar Haferung; * 14. Februar 1669 in Kraja; † 17. Mai 1744 in Wittenberg) war ein deutscher lutherischer Theologe.

## Leben
Johann Kaspar Haferung wurde 1669 in Kraja als Sohn des Pastors Johann Kaspar Haferung geboren. Er studierte ab dem 28. Mai 1690 an der Universität Wittenberg. Nachdem er dort am 28. April 1692 den akademischen Grad eines Magisters an der philosophischen Fakultät erworben hatte, ging er als Hofmeister des Herrn von Boy nach Schweden, wo er unter anderem an der Universität Uppsala sich an Disputationen beteiligte. Über Amsterdam kehrte er 1696 nach Wittenberg zurück, wo er Adjunkt an der philosophischen Fakultät wurde.
Er beschäftigte sich weiter mit theologischen Studien, konnte sich am 26. April 1702 das Lizentiat der Theologie erwerben und ging als Pastor nach Greußen, in welcher Funktion er auch Adjunkt Ephorie Sondershausen und Beisitzer des dortigen Konsistoriums war. Nachdem er am 2. Oktober 1711 in Wittenberg zum Doktor promoviert worden war, wurde er 1713 als Archidiakon an die Stadtkirche von Wittenberg berufen. In Wittenberg war er zunächst als außerordentlicher und ab 1726 bis zu seinem Lebensende ordentlicher Professor an der theologischen Fakultät. Haferung beteiligte sich an den organisatorischen Aufgaben der Wittenberger Akademie und bekleidete in den Wintersemestern 1736 und 1742 das Rektorat der Universität.
Haferung legte jedoch weniger Wert auf eine lutherische Orthodoxie als – in Anlehnung an Johann Arndt und Philipp Jacob Spener – auf innerliches Leben und tätige Frömmigkeit. Dadurch zog er sich auch Kritik seiner Amtskollegen zu.